# Austnes-Halbinsel
Die Austnes-Halbinsel (im Englischen manchmal auch Austnes Point) ist eine kurze, breite und vereiste Halbinsel, die das südöstliche Ende des Edward-VIII-Plateaus und die Nordseite der Einfahrt zur Edward-VIII-Bucht an der Küste des ostantarktischen Kemplands markiert.
Norwegische Kartografen kartierten sie anhand von Luftaufnahmen, die von Januar bis Februar 1937 bei der Lars-Christensen-Expedition 1936/37 entstanden. Der Name leitet sich aus dem Norwegischen ab und bedeutet so viel wie „nach Osten gerichtete Landspitze“.